# Championship Manager 2010
Championship Manager 2010 (afgekort tot Championship Manager 10 of CM 2010) is een voetbalcoach-simulatiespel. Het werd ontwikkeld door Beautiful Game Studios en uitgebracht door Eidos Interactive. Het spel kwam op 11 september 2009 uit voor de pc, voor het eerst eerder dan Football Manager.

## Ontwikkeling
Oorspronkelijk was de naam van het spel Championship Manager 2009, maar die werd veranderd omdat het spel pas werd uitgebracht op 11 september 2009 in plaats van in april. Championship Manager 2010 was het eerste spel in de serie, waar twee jaar aan gewerkt was. Er werd van CM 2010 ook demoversie geplaatst op internet, om feedback te krijgen van de gebruikers.

## Verkoop
De algemeen directeur van Beautiful Game Studios, Roy Meredith, verklaarde dat het 'Pay What You Want'-aanbod voor Championship Manager 2010 beter dan verwacht had gewerkt. In de eerste twee weken na verschijnen stond CM 2010 op nummer 1 in de verkoop van computerspellen. In zijn derde week zakte het spel naar de nr. 2-positie. Na vier maanden verdween het uit de top 10.